# Doktorspiele
Pour plus de détails, voir Fiche technique et Distribution.
Doktorspiele (en français, Jeux de docteur) est un film allemand réalisé par Marco Petry (de) sorti en 2014.
Il s'agit du roman du même nom de Jaromir Konecny (de).

## Synopsis
Les vacances d'été commencent. Andi est invité à une fête par Katja, qu'il adore en secret. Cependant, Bobby sera également là et Katja est amoureuse de lui. Andi sait depuis une rencontre sous la douche après le match de football que Bobby a un pénis surdimensionné. Andi, d'autre part, souffre toujours d'un traumatisme d'enfance depuis que son amie d'enfance Lilli l'a vu nu à l'âge de sept ans en jouant au docteur, puis a claironné devant de nombreux invités à la fête d'été à quel point le pénis d'Andi était vraiment minuscule.
Néanmoins, Andi laisse son meilleur ami Harry le persuader de venir à la fête avec Lilli, qui vient d'arriver. En guise de petit cadeau, il offre à Katja un CD auto-gravé avec des chansons qu'il espère que son béguin aimera. À la fête, Andi chante à Katja une chanson qu'il accompagne d'une guitare électrique. Quand Katja vient vers lui, il vomit violemment sur sa robe, car il est maintenant ivre mort. Lorsque Lilli l'emmène dehors, il se retrouve accidentellement dans la piscine.
Le lendemain, il se réveille dans son lit à côté de Lilli, qui l'a déshabillé pour laver ses vêtements souillés. Andi est visiblement mal à l'aise avec la situation.
À la piscine, Andi s'excuse auprès de Katja, qui finit par accepter ses excuses et veut désormais le voir plus souvent, mais seulement pour rendre Bobby jaloux. Pendant ce temps, Lilli apprend à mieux connaître Bobby et, par conséquent, les deux se fréquentent plus souvent.
Quand Andi est avec Katja un soir et que Katja fait plus d'insinuations sexuelles, Harry intervient, suivi dans la voiture par le père de Bea, car Harry voulait enregistrer les deux en privé en train de coucher avec une caméra pour lui-même ; cependant, son père avait mal interprété la scène. Le lendemain, Harry utilise une brouette pour emmener tout son porno et son ordinateur portable dans la maison d'enfance de Bea. Là, il veut mettre dans le porno et son ordinateur portable pour montrer son abandon. Cependant, la brouette glisse vers l'avant et enflamme la maison. La mère d'Andi est informée par téléphone et veut punir Andi, mais son père le défend, les parents se disputent.
Katja et Andi se retrouvent. Lorsque Katja veut coucher avec lui, il reconnaît, entre autres, à partir de son CD jeté, qu'il découvre accidentellement dans sa corbeille à papier, que Katja n'est pas sérieuse à son sujet, et rentre chez lui avant que quoi que ce soit ne se passe entre les deux. Il se rend compte qu'il a réellement des sentiments pour Lilli et joue et enregistre une chanson pour elle sur le PC.
Andi regarde plus tard Lilli être ramenée à la maison par Bobby. Lorsque Lilli s'approche de lui, il ne croit pas qu'il ne s'est rien passé entre les deux et exprime son mécontentement face à son comportement.
Le lendemain, après le match de football, Andi veut affronter Bobby, mais Bobby lui explique que Lilli est tombée amoureuse de lui et qu'il est homosexuel. Andi se rend à la gare pour intercepter Lilli avant son départ, lui envoyant la chanson qu'il a produite en chemin. Quand Lilli la reçoit, elle descend du train et les deux s'embrassent. Quand Andi et Lilli sont au lit ensemble, ils jouent à nouveau au docteur.

## Fiche technique
- Titre : Doktorspiele
- Réalisation : Marco Petry (de) assisté de Jacqueline Winkel
- Scénario : Marco Petry, Jan Ehlert
- Musique : Peter Horn, Andrej Melita (de)
- Direction artistique : Maythe Stavermann
- Costumes : Monika Gebauer
- Photographie : Jo Heim (de)
- Son : Max Wanko
- Montage : Georg Söring (de), Hans Horn
- Production : Robert Marciniak
- Société de production : Lieblingsfilm
- Société de distribution : Twentieth Century Fox
- Pays de production :  Allemagne
- Langue : allemand[2]
- Format : Couleurs - 2,35:1 - Dolby - 35 mm
- Genre : Comédie
- Durée : 95 minutes
- Dates de sortie :
  - Allemagne : 28 août 2014.
  - Luxembourg : 28 août 2014.

## Distribution
- Merlin Rose : Andi
- Jannis Niewöhner : Bobby
- Lisa Vicari : Lilli
- Ella-Maria Gollmer : Katja
- Max von der Groeben : Harry
- Oliver Korittke : Tom, le père d'Andi
- Christiane Paul : Claudia, la mère d'Andi
- Gerd Knebel (de) : Hannes, l'entraîneur de football
- Ivo Kortlang (de) : Jaromir
- Olga von Luckwald (de) : Bea
- Anna Böger : Verena
- Kathrin-Marén Enders (de) : Mme Zimmermann
- Daan Lennard Liebrenz (de) : Andi, à 7 ans

## Production
Le tournage a lieu du 8 juillet au 7 août 2013 dans la grande région de Francfort-sur-le-Main.

## Source de la traduction
- (de) Cet article est partiellement ou en totalité issu de l’article de Wikipédia en allemand intitulé « Doktorspiele (Film) » (voir la liste des auteurs).